# Arné Chacón Escamillo
Arné Stevenson Chacón Escamillo (n. 2 de enero de 1963) es un militar y ex empresario venezolano, participante en la intentona de golpe de Estado de noviembre de 1992 y hermano del ministro Jesse Chacón.

## Vida
Estudió ciencias militares. Fue parte de la promoción de 1986 Almirante Matías Padrón. El 27 de noviembre de 1992 Arné Chacón participó como teniente en la intentona de golpe de Estado contra el presidente Carlos Andrés Pérez. Arné Chacón estuvo involucrado, junto a su hermano Jesse Chacón, en la toma del canal de estado VTV. En dicha toma murieron varios vigilantes del canal.
En 1993 el Consejo Supremo de Guerra de Caracas lo sentenció a 22 años de cárcel por rebelión militar. En 1994, el presidente Rafael Caldera lo indultó, con lo que pudo salir libre el 12 de febrero de 1994, como el resto de los militares que participaron en las intentonas.
Con la toma de posesión de Hugo Chávez, Jesse Chacón pasó a trabajar como inspector general de hacienda en el SENIAT. En 2001 se convirtió en director de Banfoandes. En 2002 comenzó a gerenciar la concesión de la lotería KINO de Táchira y se dedicó a la banca privada.
A partir del 2005 Arné Chacón empezó a invertir en las carreras de caballos. Para 2009 poseía unos cincuenta caballos pura sangre En 2004 Arné Chacón compró un 49% del banco Bankinvest. En 2009 Torres Ciliberto siguió haciendo ofertas y compra el Banco Real sin revisar más detalles a Julio Herrera Velutini. Arné Chacón es nombrado presidente del Banco Real en 2009. En junio de 2009 el empresario declaraba que tenía mil millones de dólares en efectivo para comprar bancos.
En diciembre de 2009 lo detuvieron por presuntos cargos de corrupción. Su hermano Jesse Chacón renunció como ministro a raíz de este escándalo. El presidente Chávez había denunciado poco antes a Arné Chacón en un Aló Presidente. En 2010 los fiscales nacionales le imputaron nuevos cargos. El 29 de diciembre de 2012 Arné Chacón fue liberado bajo medida cautelar.